# Abkommen über die Rechtsstellung der Flüchtlinge

Parteien des Abkommens über die Rechtsstellung der Flüchtlinge:
Parteien des Abkommens von 1951
Parteien des Protokolls von 1967
Parteien beider Verträge
Parteien keiner der beiden Verträge

Die Genfer Flüchtlingskonvention (Abkürzung GFK; eigentlich Abkommen über die Rechtsstellung der Flüchtlinge) ist das zentrale Rechtsdokument des internationalen Flüchtlingsrechts.
Die Konvention enthält unter anderem eine international verbindliche rechtliche Definition des Begriffs „Flüchtling“ und ist die Rechtsgrundlage für das Amt des Hohen Flüchtlingskommissars der Vereinten Nationen (UNHCR).
Sie wurde am 28. Juli 1951 auf einer UN-Sonderkonferenz in Genf verabschiedet und trat am 22. April 1954 in Kraft. Ursprünglich war sie darauf beschränkt, europäische Flüchtlinge direkt nach dem Zweiten Weltkrieg zu schützen.
Ergänzt wurde die Konvention am 31. Januar 1967 durch das „Protokoll über die Rechtsstellung der Flüchtlinge“, das am 4. Oktober 1967 in Kraft trat und die zeitliche und geografische Einschränkung aufhob.
Der GFK sind 146 Staaten beigetreten, dem Protokoll 147, zuletzt Südsudan am 10. Dezember 2018. Am 25. Januar 2014 waren 143 Staaten sowohl der Konvention als auch dem Protokoll beigetreten.

## Geschichte
Die Ereignisse, die zur Einigung über die GFK führten, lassen sich bis in die 1920er Jahre zurückverfolgen, nachdem westliche Länder während und nach dem Ersten Weltkrieg Einwanderungsbeschränkungen eingeführt hatten. Die humanitären Notlagen von Flüchtlingen wurden schon zu dieser Zeit als Problem erkannt: Die ersten rechtlichen Entwicklungen fanden mit der Ernennung von Fridtjof Nansen zum Hochkommissar für russische Flüchtlinge im Jahr 1921 und der Einführung des Nansen-Pass-Systems statt, das russischen Flüchtlingen im Rahmen des Abkommens von 1922 eine Identitätsbescheinigung ausstellte und damit den Zugang zu Aufenthaltsrechten erleichterte. In der Zwischenkriegszeit wurde das Passsystem auch auf andere Flüchtlinge ausgedehnt, es wurde eine erste Definitionen des Begriffs Flüchtling gefunden.
Die internationalen Vereinbarungen, die zur Zeit des Völkerbundes getroffen wurden, waren auf bestimmte geographisch-zeitlich definierte Kategorien von Flüchtlingen beschränkt. Die Bemühungen des Völkerbundes betrafen zunächst vor allem russische Flüchtlinge, die infolge der Revolution und des Bürgerkrieges aus ihrer Heimat flohen, sowie Flüchtlinge des griechisch-türkischen Krieges (1919–1922).
Nachdem die Nationalsozialisten in Deutschland an die Macht gekommen waren, verschärfte sich die Lage, woraufhin sich der Völkerbund ab 1933 auch um rassisch und politisch Verfolgte aus dem Deutschen Reich bemühte. Es kam unter anderem zu Vereinbarungen vom 12. Mai 1926 bezogen auf russische und armenische Flüchtlinge sowie vom 30. Juni 1928 bezogen auf türkische und assyrische Flüchtlinge. Zu den wichtigsten Abkommen, die im Rahmen des Völkerbundes geschlossen wurden, zählten:
- Das Abkommen vom 28. Oktober 1933 über die internationale Rechtsstellung der Flüchtlinge für Flüchtlinge aus Russland und der Türkei; dieses verpflichtete die unterzeichnenden Staaten dazu, Flüchtlinge nicht in einen sie verfolgenden Heimatstaat zurückzuschicken, jedoch begründete es keine individuell einklagbaren Rechte.[10]
- das Abkommen vom 10. Februar 1938 über die Stellung der Flüchtlinge aus Deutschland, ergänzt durch das Zusatzprotokoll vom 14. September 1939; das Abkommen blieb angesichts der Kriegssituation weitgehend wirkungslos.

Dieser rechtliche Rahmen – vor allem die Konvention von 1933 – diente letztliche als Grundlage für die spätere Formulierung der GFK.
Auf Betreiben der USA fand im Juli 1938 die Konferenz von Évian statt, die Aufnahmekontingente für aus Deutschland flüchtende Juden festlegen sollte. Diese Konferenz blieb jedoch ohne Ergebnis und zeigte, dass Flüchtlingsfragen mit zwischenstaatlichen Abkommen nicht zu lösen waren. In der Folgezeit breitete sich die Idee einer internationalen Konvention aus, die Flüchtlingen persönliche Schutzrechte zubilligen sollte.
Die fehlende Aufnahmebereitschaft der Zielländer und das Schicksal vieler jüdischer Flüchtlinge – etwa im Zusammenhang mit der Irrfahrt des Schiffs St. Louis – waren wesentliche Elemente der Überlegungen, die 1951 in die GFK mündeten. Vor allem beeinflussten diese Erfahrungen die Aufnahme des Refoulement-Verbot in Artikel 33 der Konvention.

## Ergänzungen
Als Ergänzung zur GFK wurde im September 1969 die regionale Flüchtlingskonvention der Organisation für Afrikanische Einheit in Addis Abeba von afrikanischen Staaten abgeschlossen. Darin wird aus den afrikanischen Erfahrungen mit Befreiungskriegen, Bürgerkriegen, Staatsstreichen, religiösen und ethnischen Konflikten sowie Naturkatastrophen eine deutlich weitere Definition des Flüchtlings gewählt und unter Schutz gestellt.
1984 verabschiedeten zehn lateinamerikanische Länder die damals nicht bindende Cartagena-Erklärung, die ähnlich der afrikanischen Konvention auf die lateinamerikanischen Besonderheiten eingeht und mittlerweile als angewendete Staatspraxis zum Gewohnheitsrecht zählt. Alle drei Konventionen dienen als Grundlagen für die internationalen Menschenrechte für Flüchtlinge.
Bis ins Jahr 2000 unterzeichneten hundertvierzig Länder die Konvention und das Zusatzprotokoll von 1967, und das, obwohl, so kommentierte der ehemalige UNHCR Mitarbeiter Gilbert Jaeger 2003, die Konvention immer wieder das Ziel beachtlicher Kritik gewesen sei.

## Inhalt der Konvention von 1951
Die GFK gewährt kein Recht auf Asyl, begründet also keine Einreiserechte für Individuen; vielmehr ist sie ein Abkommen zwischen Staaten und normiert das Recht im Asyl, nicht auf Asyl. Flüchtlinge im Sinne der Konvention werden als Personen definiert, die sich aufgrund einer begründeten Furcht vor Verfolgung außerhalb des Staates aufhalten, dessen Staatsangehörigkeit sie besitzen, sowie Staatenlose, die sich deshalb außerhalb ihres gewöhnlichen Aufenthaltsstaates befinden. Die Genfer Flüchtlingskonvention ist – entgegen weit verbreiteter Annahme – nicht pauschal auf Kriegsflüchtlinge anwendbar, außer bei den nachstehend aufgeführten spezifischen Fluchtgründen, die sich fallweise auch aus Kriegen und Bürgerkriegen ergeben können. Auch Fluchtbewegungen durch Naturkatastrophen und Umweltveränderungen stehen außerhalb des Schutzes durch die Konvention.
Anerkannte Flüchtlinge im Sinne der Konvention sind solche, die verfolgt werden wegen
- Rasse
- Religion
- Nationalität
- Zugehörigkeit zu einer bestimmten sozialen Gruppe
- politischer Überzeugung

Ziel der Konvention ist ein möglichst einheitlicher Rechtsstatus für Menschen, die den Schutz ihres Heimatlandes nicht mehr genießen. Allerdings enthält die ursprüngliche Genfer Flüchtlingskonvention eine zeitliche Einschränkung: So bezieht sie sich lediglich auf Personen, die „infolge von Ereignissen, die vor dem 1. Januar 1951 eingetreten sind“ (Art. 1 A Nr. 2) zu Flüchtlingen wurden. Sie enthält damit keine Regelungen für die Rechte von späteren Flüchtlingen (diese Einschränkung wurde 1967 durch das Zusatzprotokoll aufgehoben).
Die Konvention führt einerseits Pflichten eines Flüchtlings auf, insbesondere:
- Beachtung der Gesetze und der Rechtsvorschriften sowie der zur Aufrechterhaltung der öffentlichen Ordnung getroffenen Maßnahmen (Art. 2)

Die Konvention führt ebenfalls u. a. folgende Rechte eines Flüchtlings auf:
- Schutz vor Diskriminierung wegen Rasse, Religion oder Herkunftsland (Art. 3)
- Religionsfreiheit (Art. 4) – wobei hier nur das sog. Gebot der Inländergleichbehandlung gilt, d. h. Flüchtlinge und Staatsbürger werden in ihrer Religionsfreiheit gleichgestellt; Einschränkungen für Staatsbürger dürfen dann auch für Flüchtlinge gelten.
- freier Zugang zu den Gerichten (Art. 16)
- Ausstellung eines Reiseausweises für Flüchtlinge (Art. 28)
- Straffreiheit der illegalen Einreise, sofern der Flüchtling sich umgehend bei den Behörden meldet und er unmittelbar aus dem Fluchtland kam (Art. 31 Abs. 1)
- Schutz vor Ausweisung (Art. 33, Non-Refoulement-Prinzip – Grundsatz der Nichtzurückweisung)
- Insgesamt gewähren die Vertragsstaaten einem Flüchtling weitgehend die gleichen Rechte wie Ausländern im Allgemeinen; ein Flüchtling darf also nicht als „Ausländer 2. Klasse“ behandelt werden.

Zusammen mit Art. 31 Abs. 1 ist der Grundsatz der Nichtrückschiebung nach Art. 33 Abs. 1 zentraler Bestandteil des Abkommens. Diesem Grundsatz zufolge ist ein Flüchtling nicht „auf irgendeine Weise über die Grenzen von Gebieten auszuweisen oder zurückzuweisen, in denen sein Leben oder seine Freiheit wegen seiner Rasse, Religion, Staatsangehörigkeit, seiner Zugehörigkeit zu einer bestimmten sozialen Gruppe oder wegen seiner politischen Überzeugung bedroht sein würde“. Er darf dabei nicht in ein Land zurückgewiesen werden, ohne dass sein Flüchtlingsstatus vorher geklärt worden ist. Zudem darf nach Art. 31 Abs. 1 ein Flüchtling, der unmittelbar aus einem Gebiet kommt, in dem sein Leben oder seine Freiheit im Sinne von Artikel 1 bedroht waren, nicht aufgrund einer illegalen Einreise oder illegalem Aufenthalt bestraft werden, sofern er sich umgehend bei den Behörden gemeldet hat (Pönalisierungsverbot).
Artikel 33 enthält das Refoulement-Verbot mit einer Ausnahmeregelung in Absatz 2. Da die Refoulement-Regelung in Artikel 3 der Europäischen Menschenrechtskonvention auf dem absoluten Charakter des Folterverbotes beruht, ist die praktische Relevanz des Art. 33 in Europa sehr gering.
Die Konvention erlaubt es den Vertragsstaaten, hinsichtlich der meisten Artikel Vorbehalte geltend zu machen. Auf diese Weise soll gewährleistet werden, dass ein Staat, der eine einzelne, womöglich nebensächliche Regelung der Konvention ablehnt, ihr trotzdem beitreten kann und sich damit verbindlich zu den anderen Regelungen bekennen kann.
Am 22. April 1954 trat die Konvention in den ersten sechs Unterzeichnerstaaten in Kraft (Australien, Belgien, Bundesrepublik Deutschland, Dänemark, Luxemburg, Norwegen).

## Das Protokoll über die Rechtsstellung der Flüchtlinge von 1967
Hauptkritikpunkt an der Konvention war ihre zeitliche Einschränkung auf Fluchtgründe, die vor 1951 eintraten. Auch konnten sich die Vertragsstaaten darauf beschränken, nur europäischen Flüchtlingen die entsprechenden Rechte einzuräumen. Mit dem  Protokoll über die Rechtsstellung der Flüchtlinge wurde jegliche zeitliche und räumliche Einschränkung aufgehoben. Die Genfer Flüchtlingskonvention gilt nun für Staaten, die sowohl die Konvention als auch das Protokoll ratifiziert haben, uneingeschränkt gegenüber allen Flüchtlingen, auch aus Staaten, die die Flüchtlingskonvention nicht ratifiziert haben. Auch die Möglichkeit, Vorbehalte gegen einzelne Artikel der Konvention geltend zu machen, wurde reduziert.

## Problematiken und Interpretationsspielräume
Bezüglich der Zugehörigkeit zu einer sozialen Gruppe nennt die Konvention nicht ausdrücklich das Geschlecht. In jüngerer Zeit, vor allem seit der Veröffentlichung entsprechender UNHCR-Richtlinien im Jahr 2002, wird die Genfer Konvention so ausgelegt, dass sie sich auch auf geschlechtsspezifische Verfolgung erstreckt.
Unterschiedliche Auffassungen bestehen zur Frage, ob die Genfer Flüchtlingskonvention auch in extraterritorialen Gebieten gilt – etwa auf hoher See und in den Transitbereichen von Flughäfen. Die deutsche Bundesregierung äußerte diesbezüglich 2006 die Auffassung, dass „nach ganz überwiegender Staatenpraxis“ der in der GFK festgelegte Grundsatz der Nichtzurückweisung „erst bei territorialem Gebietskontakt, also an der Grenze und im Landesinnern“ anzuwenden sei; 2008 erklärte sie: „Die Anwendbarkeit der Genfer Flüchtlingskonvention auch außerhalb des Hoheitsgebiets der Vertragsstaaten, ist umstritten.“ Im Fall Hirsi und andere gegen Italien urteilte der Europäische Gerichtshof für Menschenrechte 2012, dass in Europa ein Schutz auf hoher See durch die Europäische Menschenrechtskonvention gegeben ist. Darüber hinaus vertreten UNHCR, viele nationale Gerichte sowie große Teile der rechtswissenschaftlichen Forschung die Ansicht, dass eine extraterritoriale Anwendbarkeit jedenfalls besteht.

## Übernahme in europäische und nationale Regelungen
Die Genfer Flüchtlingskonvention fand Eingang in die Richtlinie 2011/95/EU (Qualifikationsrichtlinie) und in nationale Gesetze – beispielsweise in Deutschland in Artikel 3 des Asylverfahrensgesetzes und heutigen Asylgesetzes (§ 3 AsylG).

## Kritik
Ein Forschungspapier für das australische Parlament fasste im Jahr 2000 die Probleme des Abkommens folgendermaßen zusammen:
- Das Abkommen benutze einen veralteten Flüchtlingsbegriff und sehe ein Leben im Exil als Lösung für das Flüchtlingsproblem an.
- Das Abkommen spreche den Flüchtlingen kein Recht auf Unterstützung zu, solange sie kein Land erreicht haben, das zu den Unterzeichnern des Abkommens zählt. Weder verpflichte es Staaten, ihre eigenen Bürger nicht zu vertreiben und zu verfolgen, noch enthalte es Verpflichtungen zur Lastenverteilung.
- Das Abkommen berücksichtige nicht die sozialen, gesellschaftlichen und politischen Auswirkungen großer Zahlen Schutzsuchender auf die Aufnahmestaaten.
- Das Abkommen fördere eine Ungleichbehandlung von Flüchtlingen, indem Flüchtlinge, die mobil genug seien, um Unterzeichnerstaaten zu erreichen, vor denjenigen bevorzugt würden, die sich in Flüchtlingslagern außerhalb befänden.
- Die Ausgaben der westlichen Länder für die Überprüfung und Versorgung von Schutzsuchenden in ihrem Staatsgebiet betrügen ein Vielfaches dessen, was sie dem Flüchtlingshilfswerk UNHCR für die Versorgung einer weit höheren Zahl von Menschen in Flüchtlingslagern zur Verfügung stellen würden.
- Das Abkommen pflege den vereinfachten Ansatz, Asylbewerber entweder als politischen und damit „echten“ Flüchtling oder aber als Flüchtling aus wirtschaftlichen Gründen zu sehen. Die meisten Asylbewerber kämen jedoch aus Herkunftsstaaten, in denen wirtschaftliches Versagen, politische Instabilität, politische Verfolgung und Armut untrennbar miteinander verknüpft seien.

UNHCR-Vertreter sehen Bedarf für eine bessere Lastenverteilung beim Umgang mit Flüchtlingen, streben aber keine neuen Verhandlungen über die Rechtsstellung der Flüchtlinge an, da sie mit hoher Wahrscheinlichkeit keine Verbesserung, sondern eine Verschlechterung des Flüchtlingsschutzes ergeben würden.

## Globaler Pakt für Flüchtlinge
2016 wurde von den UNO-Mitgliedstaaten die New Yorker Erklärung für Flüchtlinge und Migranten verabschiedet. In der nicht bindenden Erklärung verpflichteten sich die Staats- und Regierungschefs der 193 Unterzeichnerstaaten einstimmig, für 2018 auf zwei globale Pakte hin zu arbeiten: den „Globalen Pakt zu Flüchtlingen“ (englisch Global Compact for refugees) und den „Globalen Pakt zu sicherer, geordneter und legaler Migration“ (englisch Global Compact for Safe, Orderly and Regular Migration; kurz: Globalen Migrationspakt). Nach dem Entwurf für die New Yorker Erklärung sollten beispielsweise die Menschenrechte von Migranten und der Schutz besonders schutzbedürftiger Migranten (einschließlich Frauen und Minderjähriger). sowie die Kooperation beim Grenzschutz unter Achtung der Menschenrechte verbessert werden. Entsprechende Ansätze wurden in die New Yorker Erklärung aufgenommen.
Im Dezember 2018 wurde der Globale Pakt für Flüchtlinge in der UN-Vollversammlung mit 181 Pro-Stimmen, drei Enthaltungen und zwei Gegenstimmen (Ungarn, Vereinigte Staaten) verabschiedet.